# Willie Wartaal

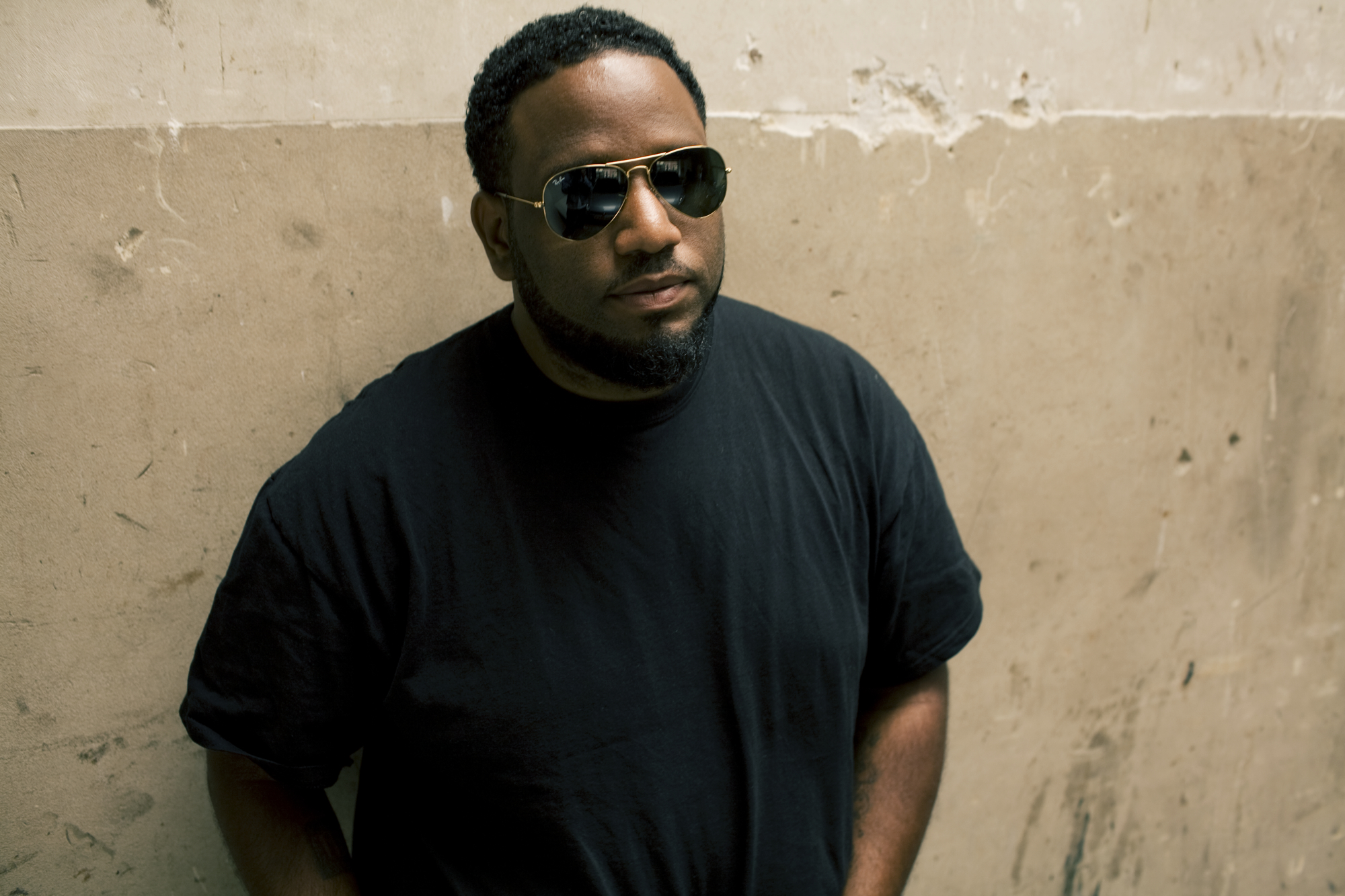
Willie Wartaal in 2011

Olivier Mitshell Locadia (Poortvliet, 30 mei 1982), bekend als Willie Wartaal of Wiwa, is een Nederlands rapper, acteur en televisiepresentator. Locadia werd bekend als lid van de rapformatie De Jeugd van Tegenwoordig. Als soloartiest heeft hij voornamelijk in samenwerking met andere artiesten enkele hits met Dom, Lomp & Famous, Konijntje en Wat wil je doen dan?!?

## Biografie

### Jonge jaren
Locadia werd als kind van Curaçaose ouders geboren in Poortvliet. Hij groeide op in Amsterdam bij zijn drugsverslaafde moeder, samen met zijn broertje en zusje. Na een afgebroken mbo-opleiding, trok hij voor drie jaar in bij zijn zus in Portugal. Bij terugkomst naar Nederland in 2005 sloot hij zich via zijn vriend Alfred Tratlehner (Vieze Fur) aan bij de rapformatie De Jeugd van Tegenwoordig, die toen in één klap beroemd werd door de nummer 1-hit Watskeburt?!.

### De Jeugd van Tegenwoordig
In 2005 sloot Locadia zich als rapper en tekstschrijver aan bij De Jeugd van Tegenwoordig. Samen met de bandleden Vieze Fur, Pepijn Lanen (Faberyayo) en producer Bas Bron (De Neger Des Heils) zou de groep zeer succesvol blijken. Rappend onder het pseudoniem Willie Wartaal stond Locadia met de JVT op de grootste podia van Nederland en Vlaanderen en de band trad tevens op in Duitsland en Engeland. Gekenmerkt door een originele stijl bestaande uit beats met sterke invloeden uit de elektronische muziek en de absurde teksten sleepten de excentrieke muzikanten diverse muziekprijzen en nominaties in de wacht en traden ze op in uitverkochte zalen.
Met de uitgave van het debuutalbum Parels voor de zwijnen vestigden zij in 2005 definitief hun naam in de Nederlandse muziekwereld. Met de albums De Machine (2008), De lachende derde (2010), “Ja, Natúúrlijk!” (2013), en "Manon" (2015) brengt De Jeugd van Tegenwoordig met Willie Wartaal vijf muziekalbums uit. In mei 2015 vierde de rapformatie haar 10-jarig bestaan met het boek Ook maar Mensen.

### Solocarrière

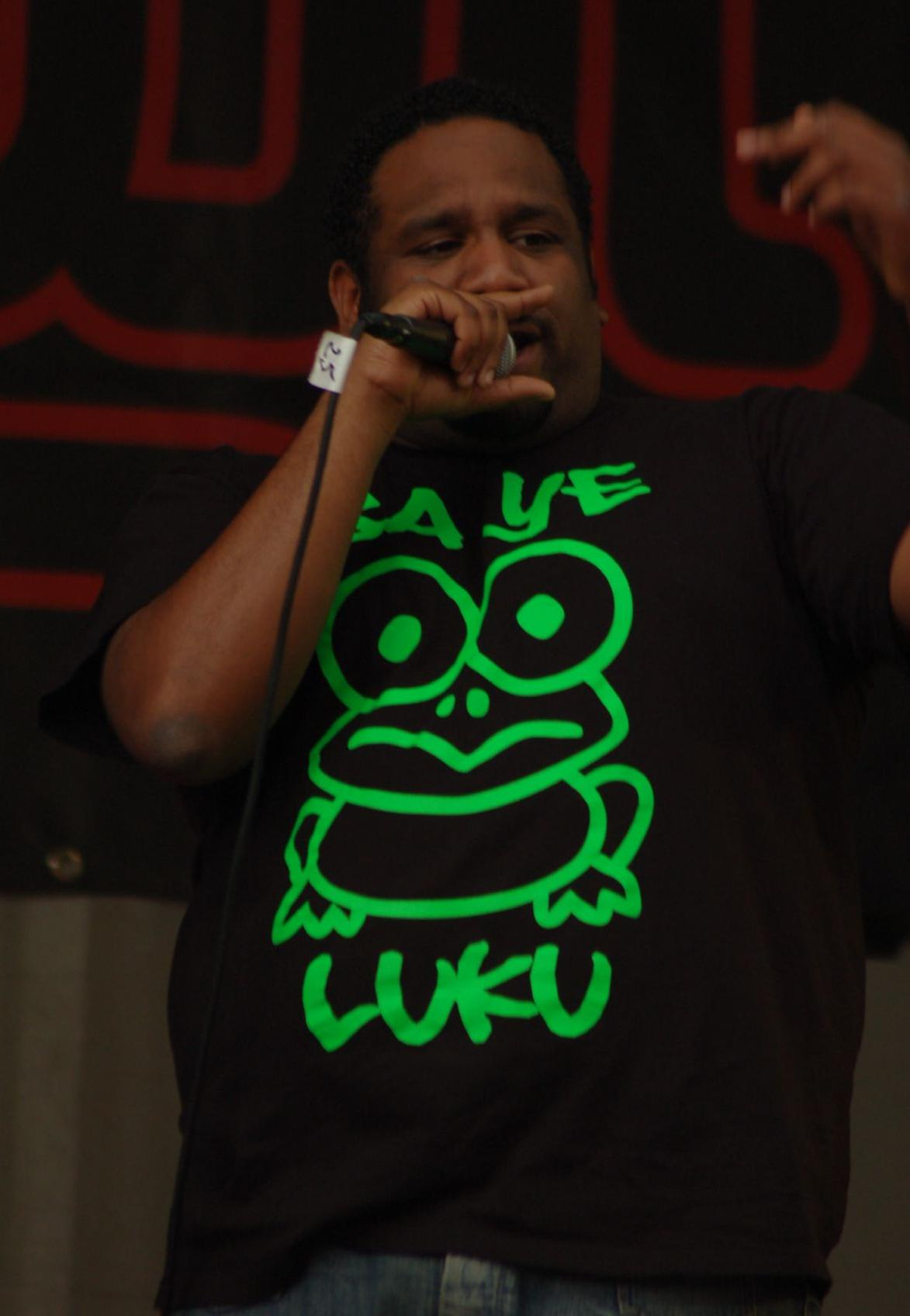
Willie Wartaal tijdens een optreden in 2007.

In 2006 begon Willie Wartaal aan een solocarrière. Dit betekende niet dat hij stopte bij De Jeugd van Tegenwoordig. De eerste stap in zijn solocarrière werd Wat wil je doen dan?!?, anno 2005 een grote hit in de Nederlandse Top 40. Dit nummer werd gemaakt in samenwerking met onder meer Spacekees, The Opposites en The Partysquad en was de promotiesingle voor de film Het schnitzelparadijs.
Locadia hield contact met zijn eerdere collega's, waardoor hij in 2005 met het nummer S&#S een bijdrage leverde op de Vuur Mixtape en het rapduo vergezelde in hun videoclip Slaap. In 2007 bleven de rappers samenwerken en werd er samen met de rapper Dio het nummer Dom, Lomp & Famous uitgebracht. Dit nummer werd positief ontvangen door het publiek en behaalde een 21e plaats in de hitlijsten. De bijbehorende videoclip werd opgenomen in Parijs en kreeg - net als de songtekst - een humoristisch tintje, waarin Wartaal te zien is als schilder, designer en verkleed als Napoleon Bonaparte. De rappers traden met dit nummer ook op tijdens de TMF Awards 2007.
Eind 2007 werkte Locadia samen met danceproducer Arjuna Schiks. Onder de groepsnaam Aka The Junkies brachten ze een nummer uit met als titel Konijntje. Het aanstekelijke nummer behaalde de zesde positie in Nederland, maar ook in de Vlaamse Ultratop 50 was er succes en kwam het op de derde plaats. De culthit viel op wegens haar onzinnige teksten en vreemde tempowisselingen in de stem van Locadia. 
In 2019 brengt Willie Wartaal zijn eerste album Enkel Bangers uit, met als eerste single het nummer Daia.
Op 24 januari 2023 gaf hij in De Avondshow met Arjen Lubach aan de naam 'Wiwa' te gaan gebruiken. Ook komt hij met de theatervoorstelling 'Moederdag'.

### Televisiecarrière
Locadia presenteerde ook programma's voor de muziekzender The Box. Eind 2006 presenteerde hij voor BNN een serie talkshows onder de naam Wartaal. Ook is Locadia te zien als gast bij diverse televisieprogramma's, zoals in 2007 als deelnemer aan het BNN programma "Get Smarter in a Week".
Vanaf 23 september 2007 presenteerde hij samen met Horace Cohen het kinderprogramma Villa Life. Vanaf maart 2008 was Locadia te zien in het BNN-programma Crazy 88. In het najaar van 2011 was hij te zien als presentator van Holland in da Hood.
In 2012 nam Locadia deel aan het survivalprogramma Expeditie Robinson, overigens zonder succes; hij viel als eerste af. Tevens presenteerde hij in 2012 een achtdelige serie voor de VPRO: Zapp echt gebeurd.
Sinds 2020 presenteert Locadia samen met Amber Delil op YouTube het programma Statements voor radiozender SLAM!. 
| Jaar      | Omroep         | Tv-programma                         | Functie                         |
| --------- | -------------- | ------------------------------------ | ------------------------------- |
| 2006      | BNN            | Wartaal                              | Presentator                     |
| 2007      | BNN            | Get Smarter in a Week                | Vaste gast                      |
| 2007-2008 | VPRO           | Villa Life                           | Presentator                     |
| 2008      | BNN            | Crazy 88                             | Co-presentator                  |
| 2011      | RTL 5          | Holland in da Hood                   | Presentator                     |
| 2012      | RTL 5          | Expeditie Robinson                   | Deelnemer                       |
| 2015      | VPRO           | Lowlands                             | Presentator                     |
| 2016      | VPRO           | Weekend Met Willie                   | Deelnemer                       |
| 2017      | RTL 5          | Celebrity City Trip                  | Deelnemer                       |
| 2019      | Comedy Central | Comedy Central Roast                 | Deelnemer                       |
| 2020      | KRO-NCRV       | SpangaS De Campus                    | Schoolpsycholoog Olivier Locada |
| 2021      | NTR            | Operatie Obesitas                    | Presentator                     |
| 2025      | Prime Video    | Know where to hide: wie niet weg is… | Deelnemer                       |

## Discografie

### Hitsingles
| Single met eventuele hitnotering(en) in de Nederlandse Top 40 | Datum van verschijnen | Datum van binnenkomst | Hoogste positie | Aantal weken | Opmerkingen                                                                                            |
| ------------------------------------------------------------- | --------------------- | --------------------- | --------------- | ------------ | --- |
| Wat wil je doen?!?                                            | 2005                  | 08-10-2005            | 15              | 8            | met The Partysquad, Jayh en Reverse (Art Officials), Darryl, The Opposites, Spacekees, en Heist-Rockah |
| Dom, Lomp & Famous                                            | 2007                  | 27-10-2007            | 21              | 6            | met The Opposites & Dio                                                                                |
| Konijntje                                                     | 2008                  | 09-02-2008            | 6               | 8            | met Arjuna Schiks als AKA the Junkies                                                                  |
| Barry Hayze                                                   | 2019                  | 23-03-2019            | tip4            | 4            | met Donnie / Nr. 62 in de Single Top 100                                                               |

| Single met hitnotering(en) in de Vlaamse Ultratop 50 | Datum van verschijnen | Datum van binnenkomst | Hoogste positie | Aantal weken | Opmerkingen                           |
| ---------------------------------------------------- | --------------------- | --------------------- | --------------- | ------------ | ------------------------------------- |
| Konijntje                                            | 2008                  | 16-02-2008            | 3               | 13           | met Arjuna Schiks als AKA the Junkies |

### Gastoptredens
| Jaar | Titel                                              | Muziekstuk (Album of Single) | Afkomstig van Album/lp/ep          | Artiest/Groep                     |
| ---- | -------------------------------------------------- | ---------------------------- | ---------------------------------- | --------------------------------- |
| 2005 | Wat wil je doen?!? met The Partysquad e.a.         | Single                       | Het schnitzelparadijs (Soundtrack) | The Partysquad                    |
| 2006 | Bangaz op de Dam met Kiddo Cee                     | -                            | Promologica                        | Kiddo Cee                         |
| 2007 | Dom, Lomp & Famous met Dio en The Opposites        | Single                       | Begin Twintig                      | The Opposites                     |
| 2008 | Motten met Lange Frans                             | -                            | Praktijk Ervaring                  | Lange Frans                       |
| 2008 | Murder Inc. met Faberyayo, Big2 en Turk            | Mixtape                      | Op volle toeren                    | Flinke Namen, Dio & The Opposites |
| 2008 | Delilah met Jayh                                   | EP                           | Jayh.nl EP                         | Jayh                              |
| 2011 | Renaissance Man met Sef en Adje                    | -                            | De leven                           | Sef                               |
| 2013 | Drankje met Sjaak                                  | -                            | Strijdersysteem                    | Sjaak                             |
| 2014 | Alles onder controle met Bokoesam en Idaly         | -                            | Hi: The Pickup Sessie #4           | Hi & Top Notch                    |
| 2014 | Dat Doen We Niet Meer (Remix) met de hele rapgimma | -                            | Goeie Dingen 3                     | Turk                              |